# Peter Brodersen
Peter Brodersen (født 20. april 1978 i Roskilde) er en dansk selvstændig it-udvikler og autodidakt specialist i kombinationen af Web 2.0 og GIS, hvilket han har været citeret i medierne for.
Han har etableret den danske kort-webservice findvej.dk og vedligeholdt den danske adresseinformation på OpenStreetMap.
Han står også bag bibliotekspenge.dk
og en dansk version af en såkaldt wiki-skanner.
Brodersen har organiseret sit arbejdsliv med en kort arbejdstid på 15-20 timer om ugen.
Brodersen er også blevet omtalt som en slags ophavsretsforkæmper, der kritiserer medier der bruger billeder og videoer ulovligt fra sociale medier.
Desuden har Brodersen stiftet det politiske parti Broderpartiet.